# Digipass

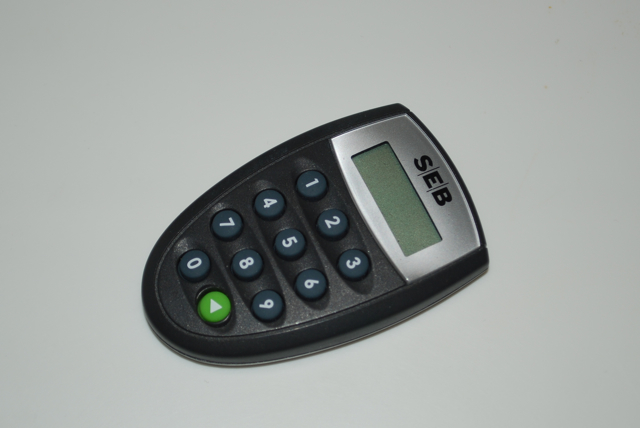
En digipass avsedd för SEB:s internetbank.

Digipass är en säkerhetsprodukt från Vasco som tillhandahåller användarverifiering och digitala signaturer genom hårdvarunycklar som användaren bär med sig eller som mjukvara för handenheter, mobiltelefoner och persondatorer. Digipass är kompatibel med flera internationella tillämpningar för e-handel samt internetbanks-, nätverks- och myndighetstjänster.